# Cocoa Touch
Cocoa Touch — фреймворк для создания приложений под iPhone, iPod touch и iPad.
Библиотека Cocoa Touch предоставляет уровень абстракции для iOS (операционной системы iPhone, iPad и iPod touch). Cocoa Touch основана на классах фреймворка Cocoa, используемого в Mac OS X, и, аналогично ей, использует язык Objective-C. Cocoa Touch следует шаблону проектирования Model-View-Controller.
Инструменты для разработки приложений с использованием Cocoa Touch включены в iOS SDK.

## Cocoa Touch относительно других слоев абстрагирования
iOS-технологии можно рассматривать как набор слоев, где Cocoa Touch находится на самом высоком уровне, а Core OS и ядро macOS — на более низких. Это позволяет реализовывать многие сложные задачи, сокращая объём работы, которую пришлось бы проделывать разработчикам, работай они на более низком уровне. Тем не менее некоторые низкие слои абстрагирования могут быть доступны разработчикам по мере необходимости.
Расположение слоев абстрагирования можно представить в следующем виде (от высшего к низшему):
1. Cocoa Touch
2. Media / Application Services
3. Core Services
4. Core OS / ядро Mac OS X

## Основные возможности
Основные технологии и возможности, присутствующие в Cocoa Touch:
- Core Animation.
- Многозадачность.
- Распознаватели мультитач-жестов.

## Основные фреймворки
Cocoa Touch предоставляет основные фреймворки для разработки приложений на устройствах под управлением iOS. Некоторые из них:
- Foundation Kit Framework — основная библиотека, содержащая классы с префиксом NS
- UIKit Framework (основывается на Application Kit) — библиотека, содержащая специфические для iOS GUI-классы
- Game Kit Framework — библиотека для взаимодействия с сервисом Game Center
- iAd Framework — библиотека для реализации сервисов контекстной рекламы iAd внутри приложений
- MapKit Framework — библиотека, осуществляющая взаимодействие с картами и навигационными возможностями iOS-устройств